# Cristóbal Campos
Cristóbal Alejandro Campos Véliz (* 27. August 1999 in Lonquén) ist ein chilenischer Fußballspieler. Der Torwart spielt in der Nationalmannschaft Chiles.

## Karriere

### Verein
Cristóbal Campos kam mit 10 Jahren in die Jugend des CF Universidad de Chile. 2017 spielte er kurzzeitig für den portugiesischen Verein AC Alcanenense, um Auslandserfahrung zu sammeln. Der Torwart kehrte wieder zu La U zurück und wurde 2019 in die Profimannschaft aufgenommen. Sein erstes Spiel absolvierte Campos in der zweiten Runde der Copa Libertadores 2020 gegen Internacional Porto Alegre, nachdem Stammtorwart Fernando de Paul pausieren musste. Im Dezember 2023 wurde er wegen intrafamiliärer Gewalt vom Klub entlassen worden und fand im März 2024 in der Segunda División mit San Antonio Unido einen neuen Verein.

### Nationalmannschaft
Cristóbal Campos wurde für die U-20-Fußball-Südamerikameisterschaft 2019 im eigenen Land nominiert, allerdings kam er nicht zum Einsatz. Chile schied nach der Gruppenphase aus und schaffte es nicht in die Finalrunde.
Sein Länderspieldebüt für die A-Nationalmannschaft gab Campos im Juni 2023, als er im Freundschaftsspiel gegen Kuba eingesetzt wurde. Zuvor wurde Campos zwar nominiert, war aber noch nicht zum Einsatz gekommen.